# Netzausgleichung
Unter Netzausgleichung wird in der Geodäsie die Anwendung der Ausgleichsrechnung auf geodätische Messungen verstanden, um Koordinaten in einem Punktnetz zu bestimmen und bestmöglich an alle vorhandenen, eventuell fehlerbehafteten Messungen anzupassen.
Dabei wird das Netz, das im Regelfall aus Dreiecken, Winkeln und Strecken aufgebaut ist, in ein rechnerisches Modell gefasst und die Messungen nach der Methode der kleinsten Quadrate ausgeglichen. Zuvor sind Näherungskoordinaten der beteiligten Punkte zu ermitteln, die zur Linearisierung der Beobachtungsgleichungen dienen, die für den Ausgleich anzusetzen sind. Die Näherungskoordinaten erhält man aus einer vorläufigen Durchrechnung des Netzes, einer früheren Vermessung des Gebietes oder grafisch aus einer Karte.
Der mathematische Vorgang ist üblicherweise eine Ausgleichung nach vermittelnden Beobachtungen. Sie minimiert die Wirkung der (unvermeidlichen) kleinen Messfehler, indem sie auf die kleinstmögliche Quadratsumme beschränkt werden. Sind diese Messabweichungen zufällig verteilt, d. h. ohne systematische Anteile, so ist das ausgeglichene Netz das theoretisch erreichbare Optimum. In einem kleinräumigen Netz liegen die Messabweichungen im Durchschnitt unter 0,001 Gon oder 3", bei Netzen Erster Ordnung weit unter 1", was einigen Millimetern pro Kilometer entspricht. Auch bei weit ausgedehnten Netzen werden so Punktkoordinaten mit Genauigkeiten im Zentimeter-Bereich erzielt.
Je besser das Netzdesign (symmetrische Form, ausreichende Überbestimmung), desto mehr kommen die Vorteile der Netzausgleichung zum Tragen. Sie verbessert die Genauigkeit um durchschnittlich 30 bis 60 Prozent und erhöht auch die Zuverlässigkeit. Schwach eingebundene Netzteile (z. B. Ausleger oder ungenaue Abschnitte) können erkannt und allenfalls durch Nachmessungen ergänzt werden.
Die Methode der kleinsten Quadrate wurde von Carl Friedrich Gauß entwickelt, als er bei der Hannoverschen Landesvermessung in der Umgebung des Harzes auf unerwartete Diskrepanzen in den Messungen stieß. 1799 benutzte er die Methode bei der Gradmessung zwischen Altona und Gotha, um die Dreieckswidersprüche in den Winkelmessungen der Triangulation auszugleichen. Die Qualität seiner Ergebnisse erlaubte ihm später, auch den Refraktionskoeffizienten der Atmosphäre zu bestimmen; sein Wert von 13 % der Erdkrümmung gilt noch immer als Standard für lange Netzvisuren.
Das Gaußsche Prinzip ist bis heute das wichtigste Ausgleichsprinzip bei geodätischen Messungen, wurde aber im Formelapparat auf die modernere Schreibweise der Matrizenrechnung umgestellt. Für komplexere Aufgaben kann sie zur Kollokation erweitert werden, um auch nicht-geometrische Messgrößen „in einem Guss“ verarbeiten zu können.
Vor dem Zeitalter der EDV wurden auch grafische Ausgleichsverfahren angewendet, deren Grundlagen Ende des 19. Jahrhunderts entwickelt wurden. Sie berücksichtigen den Einfluss kleiner Winkelfehler auf die Punktkoordinaten durch Perpendikel, die man am Übersichtsplan des Netzes quer zur jeweiligen Visur aufträgt.
Für Nivellements- und Höhennetze wiederum wurde eine iterative Methode der Ausgleichung entwickelt, die den Namen militärischer Höhenausgleich erhielt. Dabei werden alle gemessenen Höhendifferenzen in eine Tabelle geschrieben und die Widersprüche (mm..cm pro km) durch systematische Änderungen geglättet.